# Мустафа Сандал
Мустафа Сандал (тур. Mustafa Sandal; Истанбул, 11. јануар 1970) турски је кантаутор и глумац. Био је ожењен српском певачицом Емином Јаховић с којом има два сина.

## Биографија
Рођен је 11. јануара 1970. у Истанбулу. Отац му је из Ерзинџана, а мајка из Адане. Деда по мајци му је радио за Турску радио-телевизијску корпорацију.

## Дискографија
Студијски албуми
- (1994)
- (1996)
- (1998)
- (2000)
- (2002)
- (2003)
- (2004)
- (2005)
- (2007)
- (2009)
- (2012)